# Coördinatiepolyeder

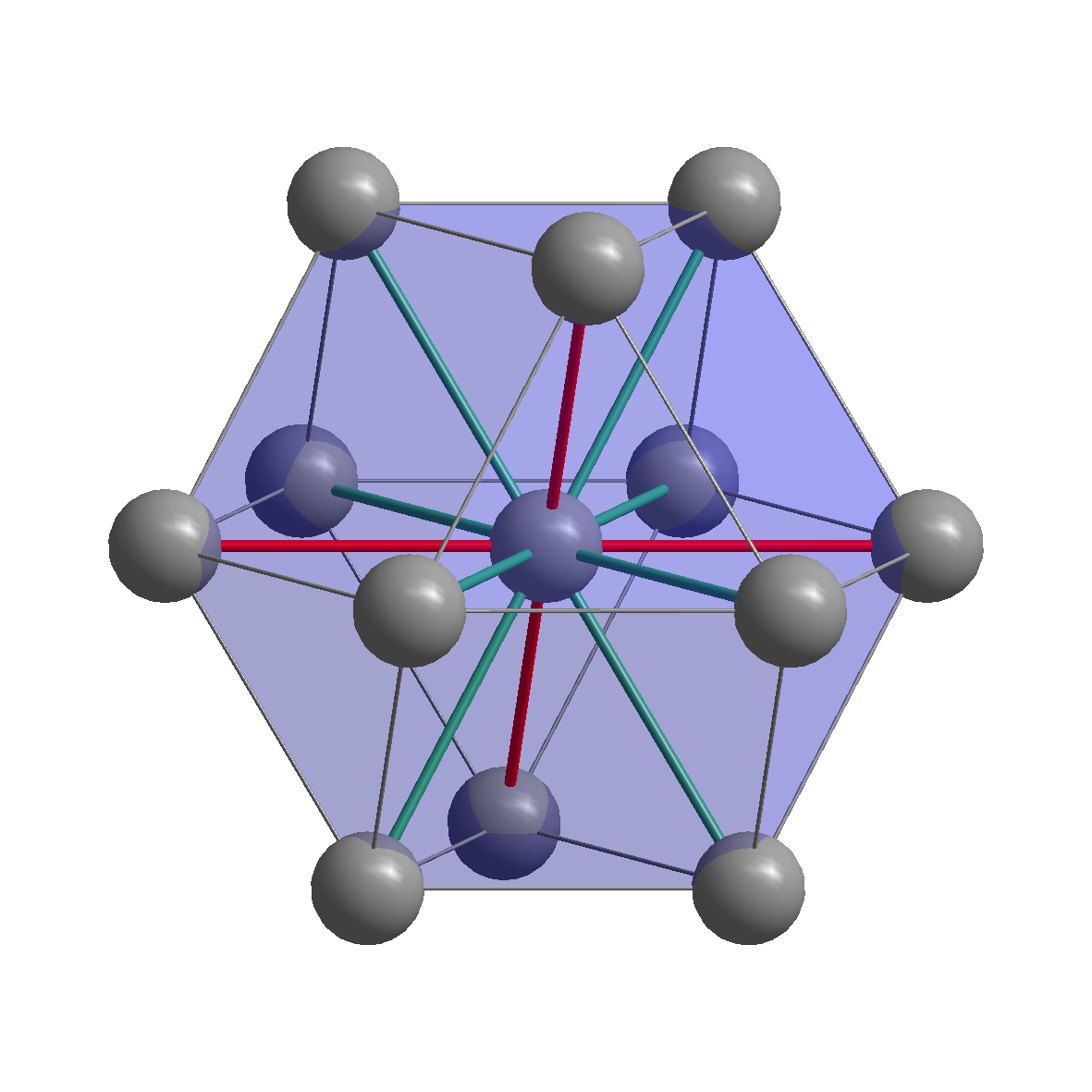
De kristalstructuur van indium

Een coördinatiepolyeder is in de kristallografie en scheikunde een manier om de ruimtelijke plek van een structuurelement: een atoom, molecuul, ion of complex, in een chemische binding te beschrijven. De aan het betreffende element gebonden of dichtstbijzijnde andere elementen worden daarbij tot een veelvlak verbonden, met het betreffende element in het midden. De twaalf andere atomen in de kristalstructuur van indium om een bepaald indium-atoom vormen bijvoorbeeld een kuboctaëder.
Coördinatiepolyhedra zijn denkbeeldige lichamen die dienen om de beschrijving van de kristalstructuur te vereenvoudigen. Coördinatiegetallen alleen zijn daarvoor niet voldoende, omdat elementen met hetzelfde coördinatiegetal zich in een verschillende coördinatiepolyhedra kunnen bevinden. Zo kan een atoom met coördinatiegetal zes zich zowel in het midden van een regelmatig achtvlak als van een driehoeksprisma bevinden.